# Anne-Marie Esnoul
Anne-Marie Esnoul (Saint-Malo, 18 aprile 1908 – Saint-Malo, 23 gennaio 1996) è stata un'indologa francese. Ha scritto diversi libri sull'induismo, uno dei quali ha ricevuto il premio Broquette-Gonin nel 1973.

## Biografia
Nata a Saint-Malo, ha studiato sanscrito a Parigi con Paul Masson-Oursel. Dal 1941 al 1966 amministrò l'Istituto di civiltà indiana all'Università di Parigi e vi insegnò anche sanscrito. Nel 1966 è stata nominata docente-assistente nella direzione della storia delle religioni dell'India nella sezione di scienze religiose dell'EPHE, diresse gli studi nel 1971 fino al suo pensionamento nel 1977. In pensione si è trasferita a Parigi dove ha continuato a lavorare e a guidare gli studenti. Morirà non sposata a Saint-Malo nel 23 gennaio 1996.
Anne-Marie Esnoul fu grande conoscitrice di visnuismo e bhakti (soprattutto Pañcarātra) e intere generazioni si interessarono al sanscrito grazie a lei.

## Opere
- Maitry Upanishad, traduzione di Anne Marie Esnoul, A. Maisonneuveª ed., 1952.
- Anne Marie Esnoul, Ramanuja et la mystique vishnouite, Seuilª ed., 1964.
- Anne-Marie Esnoul, L'Hindouisme, Fayardª ed., 1972.
  - Il libro ha ricevuto il Premio Broquette-Gonin nel 1973.
- La Bhagavad Gîtâ, traduction, introduction et commentaires par Anne-Marie Esnoul et Olivier Lacombe, Arthème Fayard, 1972